# 奈良県立ジュニアオーケストラ
奈良県立ジュニアオーケストラ（ならけんりつジュニアオーケストラ）は、奈良県知事の荒井正吾を団長として、2011年6月12日に結成した、日本初の県立のジュニアオーケストラである。奈良県内外の小学生から大学生、約50名が所属している。結成時は弦楽オーケストラだったが、2014年からは管楽器・打楽器も加わりフルオーケストラとなった。
これまでたくさんの演奏会を行い、プロのソリストとも多数共演している。音楽監督・指揮者はバイオリニストの梅沢和人である。